# Palazzo Sakakini
Palazzo Sakakini (ar|قصر السكاكيني) Qasr Al Sakakini) è un palazzo di fine '800, di proprietà del conte Gabriel Habib Sakakini Pascià. Il palazzo è ubicato sull'omonima piazza nell'omonimo quartiere (El-Sakkakini) nel distretto cairota di Daher, a nord-est del Nilo. Oggi è sede del Museo degli strumenti medici antichi de Il Cairo in Egitto.

## Storia
Palazzo Sakakini è il primo degli edifici che il Conte Sakakini fece realizzare nella capitale egiziana tra fine '800 ed il primo ventennio del '900. 
Il Conte Sakakini acquistò, nel 1890 circa, un appezzamento di oltre 2690 metri quadrati nella zona nord-est del Cairo, che all'epoca era una zona vuota poco abitata. Scelse l'ubicazione del palazzo in modo che fosse al centro di un crocevia di otto strade principali, da poter essere sempre in bella vista.

## Architettura e decorazioni
Il palazzo è costruito in stile rococò su cinque piani, presenta oltre 50 stanze e 400 tra finestre e porte.
L'edificio è ricoperto di decorazioni ornamentali floreali e vegetali di tipo rococò italiano, oltre 300 statue sono collocare all'interno e all'esterno della residenza, tra cui quella del Conte posta dinnanzi all'ingresso principale del palazzo.

## Il Museo
Nel 1923 Habib Pascià Sakakini morì, la sua ricchezza fu divisa tra gli eredi che affidarono il prestigioso palazzo al governo. Uno dei discendenti del Sakakini era un medico e la sua parte fu trasferita al Ministero della Salute egiziano, per trasformare il palazzo in un museo per lo sviluppo della medicina. 
Oggi il palazzo è sotto l'egida del Consiglio Supremo delle Antichità egiziano dal 1987, che ha allestito nel luogo il Museo degli attrezzi medici antichi che percorre ed illustra lo sviluppo della medicina, dal tempo dei Faraoni fino ai tempi odierni.
Il palazzo è aperto ai visitatori che sono per lo più studenti delle Belle Arti, interessati allo studio delle statue e delle decorazioni architettoniche dell'immobile.

## Galleria d'immagini

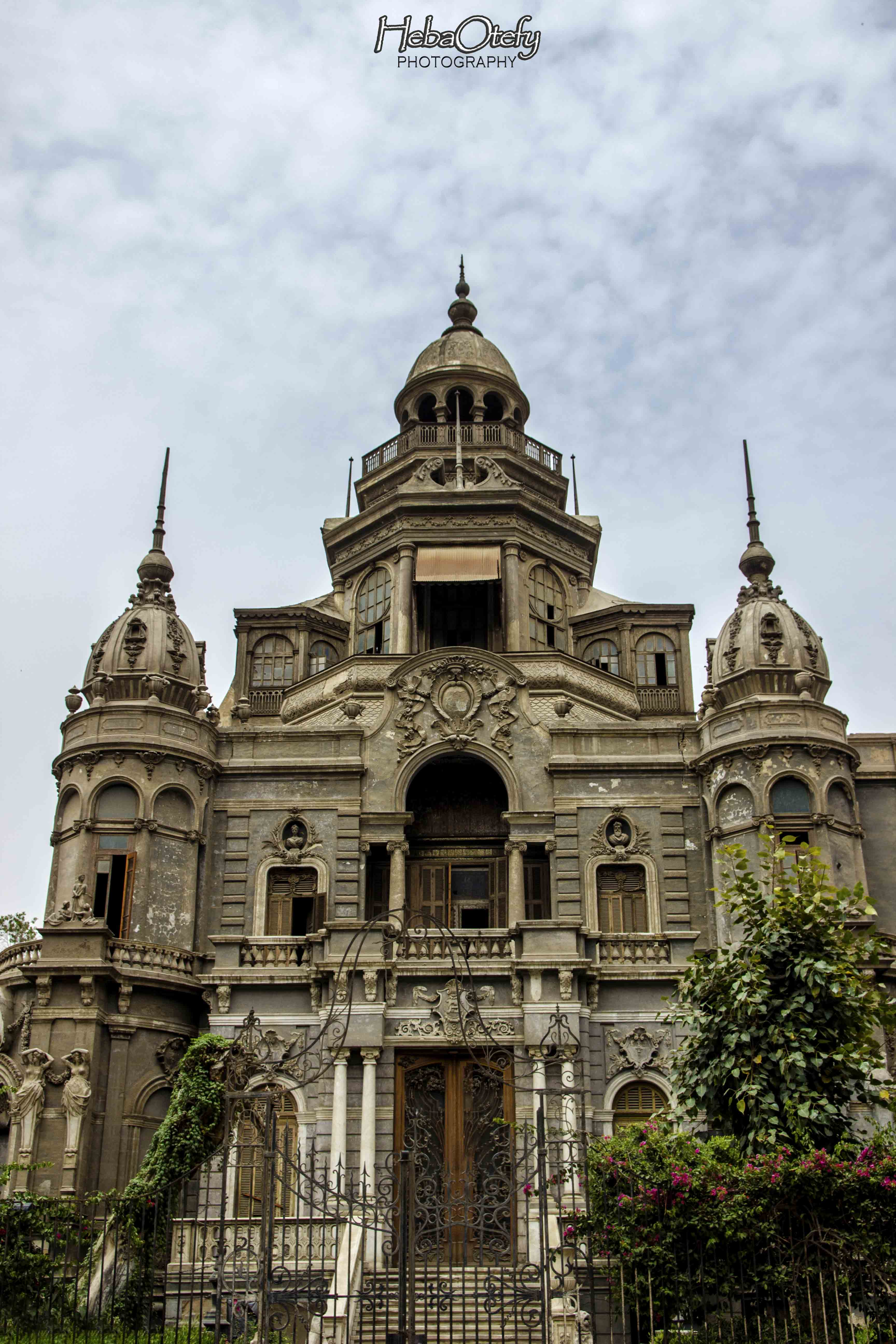
Ingresso principale del palazzo Sakakini
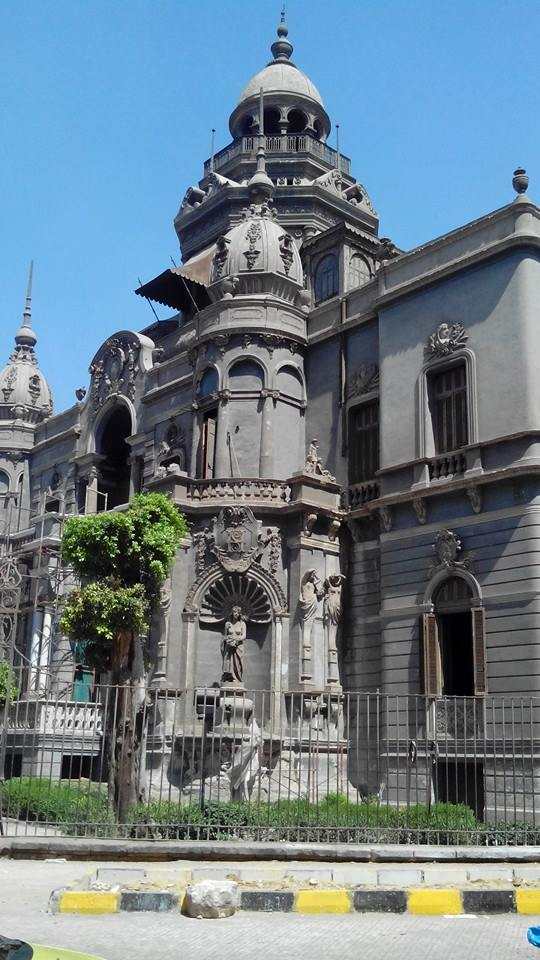
Torre laterale del palazzo Sakakini
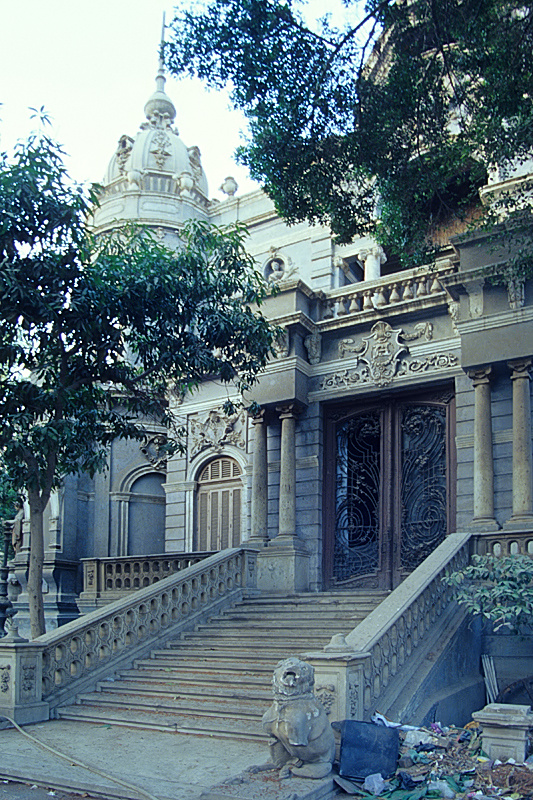
Scalinata esterna con statue
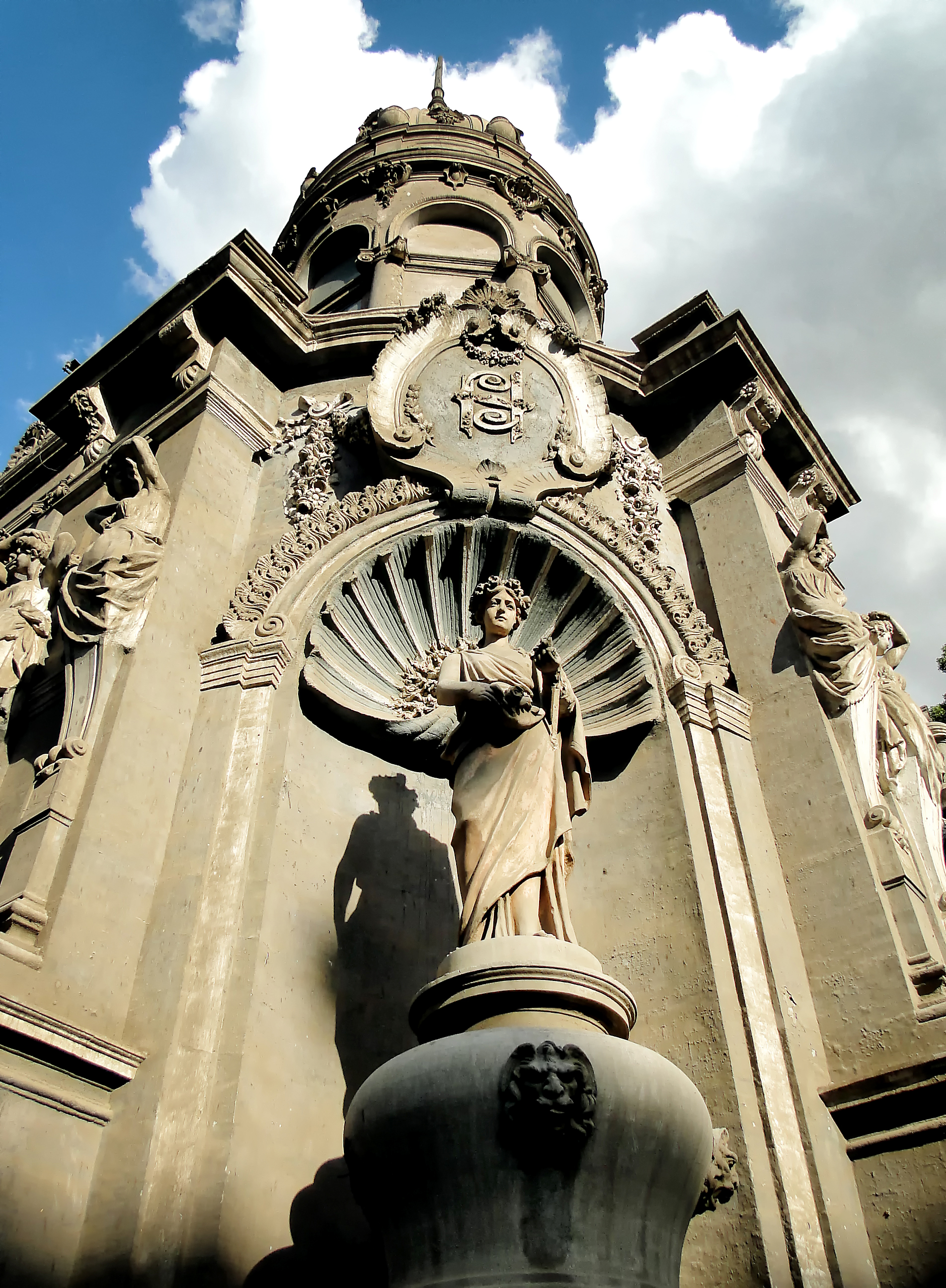
Dettagli architettonici con statua
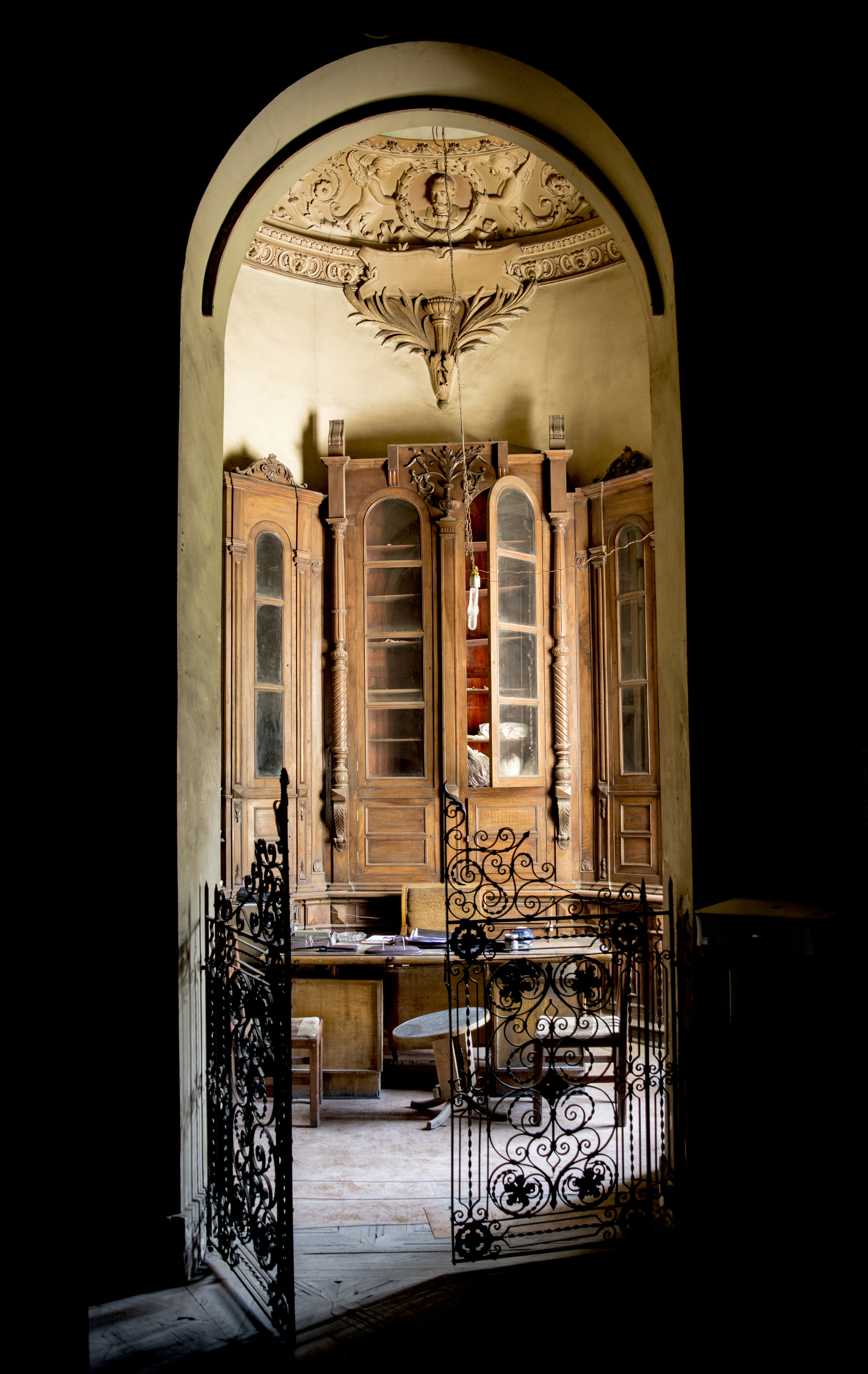
Ingresso stanze della biblioteca Sakakini
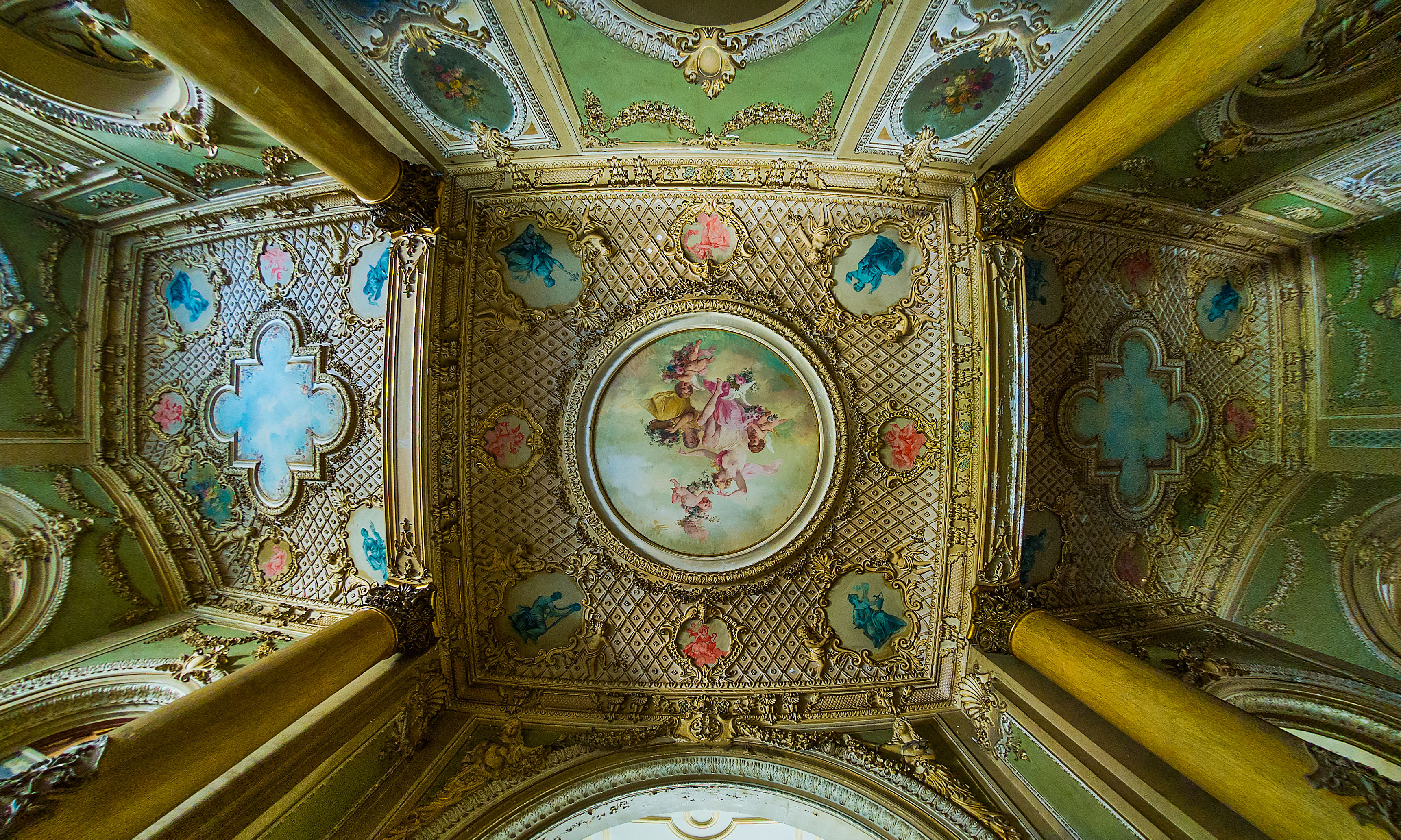
Soffitti decorati all'interno del palazzo Sakakini